# Gulnara Samitova-Galkina
Gulnara Iskanderovna Samitova-Galkina (em russo:  Гульнара Искандеровна Самитова-Галкина) (Naberezhnyye Chelny, 9 de julho de 1978) é uma corredora e campeã olímpica russa.
Em 2004, Gulnara conquistou a medalha de bronze na prova dos 1 500 metros no Mundial Indoor de Budapeste. No mesmo ano, terminou na sexta colocação nos 5 000 metros dos Jogos Olímpicos de Atenas.
Quatro anos depois, ela conquistou a medalha de ouro nos Jogos de Pequim, abaixando pela primeira vez o recorde mundial da prova, de 3000 metros com obstáculos com barreiras a 76 centímetros, para menos de 9 minutos - 8:58.81 -  e tornando-se a primeira campeã olímpica desta tradicional modalidade do atletismo masculino, que estreou na versão feminina nos Jogos nesta edição.
Em Londres 2012, depois de liderar sua eliminatória por 2 000 metros mas chegar apenas em quinto lugar, classificando-se para a final apenas por tempo, Galkina abandonou a prova pelo meio, deixando o grupo de corredoras e saindo da pista mancando direto para o interior do estádio.